# Vlag van Beauraing
De vlag van Beauraing is op 6 maart 1999 bij raadsbesluit vastgesteld als de vlag van de Naamse gemeente Beauraing. De vlag kan als volgt worden beschreven:
Gedeeld, rechts van geel met een geschuinbalkte band van rood, links van tien dunne dwarsbalken van geel en rood voorzien.
De vlag werd pas op 30 april 1999 bevestigd door de Franse Gemeenschapsregering. De vlag is volledig gebaseerd op het gemeentewapen en ziet er dus helemaal hetzelfde uit.